# San Andrés Villa Seca
San Andrés Villa Seca – niewielka miejscowość na południowym zachodzie Gwatemali, w departamencie Retalhuleu. Według danych ze spisu w 2002 roku liczba mieszkańców wynosiła 3845 osób. 
San Andrés Villa Seca leży w odległości około 15 km na północny wschód od stolicy departamentu, miasta Retalhuleu. W odległości około 2 km na wschód od El San Andrés Villa Seca przebiega granica z departamentem Suchitepéquez, a 65 km na zachód granica państwowa z meksykańskim stanem Chiapas.
San Andrés Villa Seca leży na wysokości 403 m n.p.m. u podnóża gór Sierra Madre de Chiapas. Jest to rejon bardzo aktywny sejsmicznie. Niedaleko przebiega przechodzący w poprzek Gwatemali uskok Montagua, oddzielający płytę karaibską od płyty północnoamerykańskiej. Takie położenie sprawia, że trzęsienia ziemi o sile ponad 4 stopni w skali Richtera zdarzają się w każdym miesiącu. 

## Gmina San Andrés Villa Seca
Miasto jest siedzibą władz gminy o tej samej nazwie, która jest jedną z dziewięciu gmin w departamencie. W 2012 roku gmina liczyła 38 600 mieszkańców.
Gmina jak na warunki Gwatemali jest średniej wielkości, a jej powierzchnia obejmuje 256 km². Mieszkańcy gminy utrzymują się głównie z rolnictwa i przetwórstwa. Najważniejszymi uprawami są kukurydza, kawy, kakao, fasoli, ryż, trzcina cukrowa, sezam, pomarańcze oraz pozyskiwaniem kauczuku naturalnego. 
Klimat gminy jest równikowy, według klasyfikacji Wladimira Köppena, należy do klimatów tropikalnych monsunowych (Am), z wyraźną porą deszczową występującą od maja do października. Większość terenu pokryta jest dżunglą.